# Польская Республика (1918—1939)
По́льская Респу́блика (пол. Rzeczpospolita Polska), также именуется Вторая Речь Посполитая или Вторая Польская республика (пол. II Rzeczpospolita) — польское государство, восстановленное в ноябре 1918 года и просуществовавшее до октября 1939 года, когда Польша подверглась совместной оккупации со стороны Германии и, на меньшей части территории, со стороны СССР. Название подчёркивает историческую связь с Речью Посполитой (1569—1795), ликвидированной в результате её разделов между Российской империей, Прусским королевством и Габсбургской монархией в конце XVIII века.
Государственным языком Польской республики был польский, а валютой — изначально польская марка, а с 1924 года — злотый.
Граничила с Веймарской республикой (затем нацистской Германией) на западе и севере, с Литвой и Латвией на северо-востоке, с СССР на востоке и с Чехословакией и Румынией на юге.
1 сентября 1939 года на Польшу напала нацистская Германия, после чего войну Германии объявили Англия и Франция, что и стало Рубиконом для начала Второй мировой войны. Вслед за Германией 17 сентября 1939 года к атаке на Польшу присоединился СССР. Западная половина Польши была оккупирована Германией, став марионеточным квази-государством «Генерал-губернаторство», восточную половину аннексировали СССР (включивший восточные земли в состав УССР и БССР) и Литва (аннексировавшая Виленский край). Правительство Второй республики создало правительство в изгнании. В 1944 году на территории, освобождённой советскими войсками от германской оккупации, была создана Польская Народная Республика, просуществовавшая до 1989 года.

## История
Формальным началом истории Польской Республики считается 11 ноября 1918 года, когда польские отряды (изначально созданные в австро-венгерской армии, но позднее ставшие частью германских войск) разоружили немецкий гарнизон в Варшаве, и вернувшийся из немецкого плена революционный лидер Юзеф Пилсудский принял военную власть из рук Регентского совета Королевства Польского. Три дня спустя (14 ноября 1918 года) Пилсудский принял на себя также гражданскую власть, а сам Регентский совет и Временное народное правительство Польской Республики решили наделить Пилсудского полномочиями временного правителя (пол. Naczelnik Państwa). 20 февраля 1919 года Законодательный сейм назначил Пилсудского «Начальником государства и Верховным вождём». 11 ноября 1918 года ежегодно празднуется как день независимости Польши.
В первые годы после восстановления независимости Польша участвовала в вооруженных конфликтах с соседними государствами за контроль над территориями. После вывода германских и австро-венгерских войск по условиям Компьенского перемирия формирующиеся войска новой Польши вскоре вошли в соприкосновение с войсками других государств, претендующих на те же земли, что и Польша. 
Великопольское восстание в 1918—1919 годах привело к присоединению к Польше большей части германской провинции Позен. По итогам Версальского договора Польше также была передана часть германских земель в Померании, что дало стране выход к Балтийскому морю (Польский коридор). Данциг получил статус «вольного города». 
В Силезии в 1919—1921 годах произошли три восстания поляков против германских властей. В 1922 году после референдума, проведённого в Верхней Силезии, на котором часть жителей (поляки) высказались за вхождение в состав Польши, а часть (немцы) предпочли жить в Германии, Лига Наций сочла разумным разделить этот регион на части, в соответствии с предпочтениями жителей. Восточная часть образовала автономное в составе Польши Силезское воеводство (пол. Autonomiczne Województwo Śląskie).
По итогам Польско-чехословацкой войны в 1919 году Тешинская область была разделена между Польшей и Чехословакией.
Польско-украинская война 1918—1919 годов в Галиции закончилась полным разгромом Западно-Украинской народной республики.
В 1919 году началась Советско-польская война, которая шла с переменным успехом. Вначале поляки захватили Минск и Киев и продвинулись вглубь Украины и Белоруссии. Затем советские войска перешли в контрнаступление и дошли до Вислы, но им не удалось взять хорошо укреплённые Львов и Варшаву. На рубежах реки Висла Красная Армия потерпела поражение. Всего за войну в польский плен попали до 200 тысяч красноармейцев, из которых, по различным оценкам, намеренно уничтожены, погибли от голода, издевательств охраны и болезней до 80 тысяч. Война фактически была проиграна Советской Россией, и по Рижскому мирному договору 1921 года, западная часть украинских и белорусских земель отошла к Польше.
9—12 октября 1920 года был заключён прелиминарный и 10—18 марта 1921 года окончательный мирный договор с Россией. Согласно договору к Польше отошли девять губерний бывшего царства Польского: Варшавская, Калишская, Келецкая, Ломжинская, Люблинская, Петроковская, Плоцкая, Радомская, Холмская и части Сувалкской, Виленской, Гродненской, Минской, Волынской губерний.
В октябре 1920 года польские войска в результате войны с Литвой захватили часть Литвы с городом Вильно (Вильнюсом). Присоединение этого города к Польше было одобрено 10 февраля 1922 региональной ассамблеей. Впоследствии Виленский вопрос до 1939 года оставался причиной дипломатического конфликта между Литвой и Польшей.
В 1921 году в Польше была принята конституция, в 1922 году введён пост президента республики. На первых выборах победил Габриэль Нарутович, убитый в результате покушения через пять дней после вступления в должность.
Политика правительства В. Витоса в ноябре 1923 года привела к всеобщей забастовке железнодорожников, сопровождавшейся в Кракове вооружёнными столкновениями с войсками.
В 1926 году после государственного переворота в Польше был установлен авторитарный санационный режим во главе с Юзефом Пилсудским. Был создан концентрационный лагерь в Берёзе-Картузской, прошёл Брестский процесс (пол. Proces brzeski) над оппозиционерами, был объявлен вне закона Лагерь Великой Польши (пол. Obóz Wielkiej Polski), а также Национально-радикальный лагерь, были введены ограничения свободы печати и собраний.
15 июня 1931 года СССР и Польша заключили Договор о дружбе и торговом сотрудничестве, а 25 января 1932 года подписали Договор о ненападении.
В марте 1934 года была урегулирована длившаяся с Германией с 1925 года таможенная война.
26 января 1934 года Польша и Германия подписали Пакт о ненападении сроком на 10 лет. 4 ноября 1935 года ими было подписано Соглашение об экономическом сотрудничестве.
В апреле 1935 года, незадолго до смерти Пилсудского, в Польше была принята новая Конституция, в которую вошли основные принципы Санации: сильное централизованное государство с президентской системой правления. Эта Конституция намного расширила президентские полномочия: к примеру, у президента были права на руководство Сеймом, правительством, вооружёнными силами и судами, треть сенаторов назначалась лично им, оппозиционные партии были лишены возможности выдвигать своих кандидатов в депутаты. Такие изменения привели к тому, что в 1936 году произошёл серьёзный раскол во внутренней политике: лево-либеральная часть парламента потребовала учитывать мнения оппозиционных партий, правительственные группы потребовали формирования более жёсткого правительства. Была необходимость сплотить все эти группы путём создания надправительственного авторитета, им стал Эдвард Рыдз-Смиглы.
В 1938 году (после Мюнхенского соглашения) Польша приняла совместное участие с Германией и Венгрией в оккупации Чехословакии. Польша присоединила к своей территории Тешинскую область.
21 марта 1939 года нацистская Германия потребовала от Польши передать ей вольный город Данциг, вступить в Антикоминтерновский пакт и открыть для неё «польский коридор» (создан после Первой мировой войны для обеспечения выхода Польши к Балтийскому морю). Польша отвергла все требования Германии.
26 марта 1939 года посол Польши в Германии Ю. Липский привёз в Берлин письменный меморандум о согласии Польши со строительством автострады, но без права экстерриториальности. Риббентроп пригрозил Польше «судьбой небезызвестной страны», которую уничтожить помогла именно Польша.
28 апреля 1939 года Гитлер признал Польско-немецкую декларацию о неприменении силы противоречащей германским интересам.
23 августа 1939 года подписан Договор о ненападении между Германией и Советским Союзом, в прилагавшемся к нему секретном дополнительном протоколе стороны договорились о разделе сфер обоюдных интересов в Восточной Европе. В соответствии с протоколом граница сфер интересов в Польше проходила приблизительно по «линии Керзона».
1 сентября 1939 года Германия начала вторжение в Польшу. К 15 сентября Варшава была окружена германскими войсками. Правительство Польши во главе с президентом Игнацием Мосцицким бежало из страны в Румынию, перейдя границу в ночь на 18 сентября 1939 года, и было интернировано румынскими властями по требованию Германии. 17 сентября советские войска вошли на территорию Польши с востока и к концу сентября вышли к линии Керзона, что было предусмотрено секретным протоколом к советско-германскому пакту о ненападении. Польское государство фактически было ликвидировано.
В конце сентября 1939 года было сформировано и до 6 июля 1945 года признавалось многими странами законным продолжателем Польской Республики правительство Польши в изгнании, а также подчинённая ему администрация в оккупированной Польше — Польское подпольное государство и его политические и военные структуры (Армия крайова). Прекращение дипломатического признания польского правительства в изгнании Соединённым Королевством и США 6 июля 1945 года и впоследствии другими странами мира следует считать фактическим концом Польской Республики как субъекта международного права. Заключительным аккордом её существования в 1990 году стала передача президентских регалий от последнего президента Республики в изгнании Рышарда Качоровского второму президенту Республики Польша и первому избранному в ходе свободных выборов — Леху Валенсе.

## Территория и границы

Территория Польши в Европе

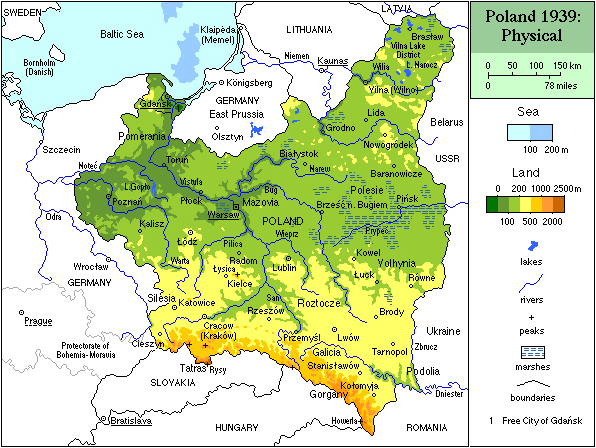
Физическая карта Польши в 1939 году

### Площадь государства
На 1 января 1938 года составляла 388 634 км², а после аннексии Заользья в октябре 1938 года — 389 720 км².

### Определение границ
Границы Польской Республики были установлены следующими договорами: Версальским, Рижским (без участия БССР), Сен-Жерменским, Трианонским, а также решением Совета послов Антанты (в отношении границы Польши с Чехословакией в Тешинской Силезии и границы с Литвой). В 1921 году в исполнение Версальского мирного договора, результатов плебисцита и трёх силезских восстаний к Польше была присоединена восточная часть Верхней Силезии. Опольская Силезия осталась за Веймарской республикой. В 1920 году, в ходе подготовки к упомянутому плебисциту Сейм Польши образовал автономное Силезское воеводство. В 1922 году Польша аннексировала Виленский край общей площадью свыше 13 тысяч км².
15 марта 1923 года послы Франции, Англии, Италии и Японии (посол США присутствовал в качестве наблюдателя) установили восточную границу Польши, закрепив за ней Виленскую область, Западную Белоруссию, Западную Волынь и Восточную Галицию. Против этого решения протестовали как украинцы Восточной Галиции (18 марта 1923 года во Львове состоялась 40-тысячная акция протеста), так и СССР, как сторона, подписавшая Рижский мирный договор (заявление СНК от 5 апреля 1923 года о непризнании решения Парижской конференции послов Антанты). Рижский мирный договор 18 марта 1921 года обязывал проводить западную границу советских республик по реке Збруч. Однако советская сторона утверждала, что не следует из этого делать вывод, что по Збручу проходит и восточная граница Польши. Эта линия была границей Восточной Галиции, а уже решение относительно принадлежности или непринадлежности этой территории к Польше, в соответствии с рижскими статьями, должно было принадлежать проживающему там народу, которому необходимо было предоставить право свободно высказаться по этому вопросу. Как отмечает польский историк Рышард Тожецкий, такое решение послов Антанты очень сильно повлияло на украинцев в Восточной Галиции. Они перестали рассчитывать на поддержку Запада, стали пестовать у себя негативное отношение к Польше и симпатизировать советской Украине. Их внимание привлекали происходившие там общественные изменения, быстрое восстановление экономики.
В 1925 году были подписаны Локарнские договоры, закрепившие границы в Западной Европе, однако не дававшие никаких гарантий неприкосновенности германо-польской границы на востоке.

### Границы
- Германия: Веймарская республика — до 1933 года, Нацистская Германия — с 1933 года,
- Чехословакия — до 1939 года, с 1939 года — Словакия и Королевство Венгрия,
- Советский Союз,
- Литва,
- Латвия,
- Румыния.

### Зависимые и автономные территории
- Силезское воеводство — польская часть Верхней и Тешинской Силезии;
- Автономия Восточной Малопольши — автономный статус воеводств Львовского, Тарнопольского и Станиславовского, определённый законом Сейма Польши в 1922 году, который, тем не менее, так и не вступил в силу до 1939 года;
- Вольный город Данциг — Данциг и окрестности.

### Крайние точки
- Северная: 55°51′08″ с. ш. 27°09′08″ в. д.HGЯO — пограничная с Латвией река Пресьвята у деревни Сомино, Браславский повят, Виленское воеводство.
- Южная: 47°43′28″ с. ш. 24°52′59″ в. д.HGЯO — на границе с Румынией окрестности южного источника ручья Менезиль, Косовский повят, Станиславовское воеводство.
- Восточная: 55°20′58″ с. ш. 28°21′32″ в. д.HGЯO — на границе с СССР у хутора Спасибёнки недалеко от железнодорожной линии Молодечно — Полоцк, Дисненский повят, Виленское воеводство.
- Западная: 52°37′06″ с. ш. 15°47′13″ в. д.HGЯO — на границе с Германией посёлок Мухоцинек на Варте, Мендзыхудский повят, Познанское воеводство.

### Политические партии
- (Польские партии и партии бывшего Царства Польского и Малопольши)
  - Христианско-народная партия труда (пол. Chrześcijańsko-Narodowe Stronnictwo Pracy) — самая влиятельная партия в период Второй республики. Наибольшим влиянием пользовалась в северо-западе бывшего Царства Польского, а также среди поляков Великопольши, Поморья и Верхней Силезии переселившихся в конце XIX-начале XX вв. из Царства Польского. В 1922 году образовала предвыборный блок Национально-народный союз (пол. Związek Ludowo-Narodowy), несколько раз входила в коалицию с Национальным народным союзом и Польской народной партией «Пяст».
  - Польская народная партия «Пяст» (пол. Polskie Stronnictwo Ludowe "Piast") — вторая по влиянию партия, наибольшим влиянием пользовалась в Малопольше, Юге и Востоке бывшего Царства Польского. Несколько раз вступала в коалицию с Христианско-народной партией труда и Национально-народным союзом.
  - Польская народная партия «Освобождение» (пол. Polskie Stronnictwo Ludowe "Wyzwolenie") — четвёртая по влиянию партия. Наибольшим влиянием пользовалась на Юге и Востоке бывшего Царства Польского.
  - Польская социалистическая партия (пол. Polska Partia Socjalistyczna) — пятая по влиянию партия. Объединяла поляков-социалистов, пользовалась наибольшим влиянием в части Келецкого воеводства примыкавшей к Верхней Силезии (Сосновецкий повет) и части Западной Белоруссии.
  - Национальная рабочая партия (пол. Narodowa Partia Robotnicza) — шестая по влиянию, наибольшим влиянием пользовалась среди поляков Лодзи и Варшавы, а также среди поляков Верхней Силезии, Великопольши и Поморья переселившихся в конце XIX-начале XX вв. из Царства Польского. В Варшаве по влиянию уступала ППС и КПП, в Подляшье опережала по влиянию ППС и КПП, в Куявии по влиянию сильно уступала ППС, в Лодзи — по влиянию опережала ПСС и КПП, в Лодзинском и Келецком воеводстве — уступала по влиянию ПСС.
  - Национально-народный союз (пол. Związek Ludowo-Narodowy) — наибольшим влиянием пользовалась среди германизированных поляков Великопольши, Поморья и Верхней Силезии и поляков северо-запада бывшего Царства Польского, в 1922 году образовала предвыборный блок Национально-народный союз, несколько раз входила в коалицию с Христианско-народной партией и Польской народной партией «Пяст», влияние партии в конце 1920-х-начале 1930-х гг. сильно упало.
  - Коммунистическая партия Польши (пол. Komunistyczna Partia Polski) — объединяла поляков-коммунистов, евреев-коммунистов и немцев-коммунистов бывшего Царства Польского и Малопольши, наибольшим влиянием пользовалась в Варшаве, Лодзе и Лодзинском повете, части Келецкого воеводства примыкавшей к Верхней Силезии (Сосновецкий и Завершиецкий поветы) и части Западной Белоруссии, на выборах выступала в составе Союза пролетариата города и деревни.
- (Партии Великопольши, Поморья и Силезии)
  - Немецкая социал-демократическая партия Польши (нем. Deutsche Sozialdemokratische Partei Polens) — наибольшим влиянием пользовалась среди немцев, германизированных поляков и германизированных евреев городских районов Великопольши, Поморья и Верхней Силезии и галицких немцев. До 1930 года выступала в блоке ППС и НСРПП, с 1930 года на силезских региональных выборах в составе Немецкого избирательного блока вместе с Немецкой партией и Католической народной партией.
  - Католическая народная партия (Katholische Volkspartei) — наибольшим влиянием пользовалась среди немцев-католиков и германизированных поляков-католиков сельских районов Великопольши, Поморья и Верхней Силезии и галицких немцев-католиков, входила в Блок национальных меньшинств (пол. Blok Mniejszości Narodowych)
  - Немецкая партия (Deutsche Partei) — наибольшим влиянием пользовалась среди немцев-протестантов и германизированных поляков-протестантов сельских районов Великопольши, Поморья и Верхней Силезии и галицких немцев-протестантов, входила в Блок национальных меньшинств (пол. Blok Mniejszości Narodowych)
  - Коммунистическая партия Верхней Силезии (Kommunistische Partei Oberschlesiens) — объединяла немцев-коммунистов, германизированных поляков-коммунистов и германизированных евреев -коммунистов городских районов Великопольши, Поморья и Верхней Силезии
  - Немецкое объединение Познания и Поморья (Zjednoczenie Niemieckie, Deutsche Vereinigung für Posen und Pommerellen) — объединяла немцев-фашистов Великопольши, Поморья и Верхней Силезии
- (Украинские партии и партии Западной Украины)
  - Украинское национально-демократическое объединение (Ukraińskie Zjednoczenie Narodowo-Demokratyczne, Українське національно-демократичне об'єднання) — пользовалась влиянием среди украинцев, входила в Блок национальных меньшинств
  - Украинский крестьянский союз — пользовалась влиянием среди украинцев, входила в Блок национальных меньшинств
  - Коммунистическая партия Западной Украины (укр. Комуністична партія Західної України, пол. Komunistyczna Partia Zachodniej Ukrainy) — объединяла украинцев-коммунистов, поляков-коммунистов и евреев-коммунистов Западной Украины
- (Белорусские партии и партии Западной Белоруссии)
  - Коммунистическая партия Западной Белоруссии (пол. Komunistyczna Partia Zachodniej Białorusi, бел. Камуністычная партыя Заходняй Беларусі) — объединяла белорусов-коммунистов, поляков-коммунистов и евреев-коммунистов Западной Белоруссии
- (Еврейские партии)
  - «Мизрахи» — наибольшим влиянием пользовалась среди евреев бывшего Царства Польского, Волыни и Полесья, входила в Блок национальных меньшинств
  - «Хитахдут» — наибольшим влиянием пользовалась среди Малопольши, входила в Блок национальных меньшинств
  - Фолькспартай (Fołks-Partaj) — сторонники еврейской территориальной автономии, наибольшим влиянием пользовалась на территории бывшего Царства Польского, выступала на выборах в рамках Еврейского демократического народного блока (Żydowski Demokratyczny Blok Ludowy)
  - Национально-еврейские объединённые партии Восточной Малопольши (Zjednoczone Stronnictwa Narodowo-Żydowskie Małopolski Wschodniej), выступала на выборах как Комитет объединённых национально-еврейских партий (Komitet Zjednoczonych Stronnictw Narodowo-Żydowskich)
  - Национально-еврейский союз Западной Малопольши (Związek Narodowo-Żydowski Zachodniej Małopolski) — сторонники сионизма Западной Малопольши
- (Немецкие партии)
  - Немецкая социалистическая рабочая партия Польши (пол. Niemiecka Socjalistyczna Partia Pracy w Polsce, нем. Deutsche Sozialistische Arbeitspartei Polens, НСРПП) — наибольшим влиянием пользовалась с среди немцев городских районов бывшего Царства Польского, волынских и полесских немцев и немцев Великопольши, Поморья и Верхней Силезии переселившихся в конце XIX-начале XX в. из Царства Польского.
  - Младонемецкая партия Польши (Partia Młodoniemiecka w Polsce, Jungdeutsche Partei in Polen) — объединяла немцев-фашистов, с начала 1930-х гг. пользовалась влиянием среди немцев бывшего Царства Польского, а также немцев Великопольши, Поморья и Верхней Силезии переселившихся в конце XIX-начале XX вв. из Царства Польского
  - Немецкий народный союз Польши (Niemieckie Stowarzyszenie Ludowe w Polsce, Deutscher Volksverband in Polen) — пользовалась влиянием среди немцев сельского районов бывшего Царства Польского, а также немцев сельских районов Великопольши, Поморья и Верхней Силезии переселившихся в конце XIX-начале XX вв. из Царства Польского. Со временем подпала под влияние НСДАП

## Административное деление

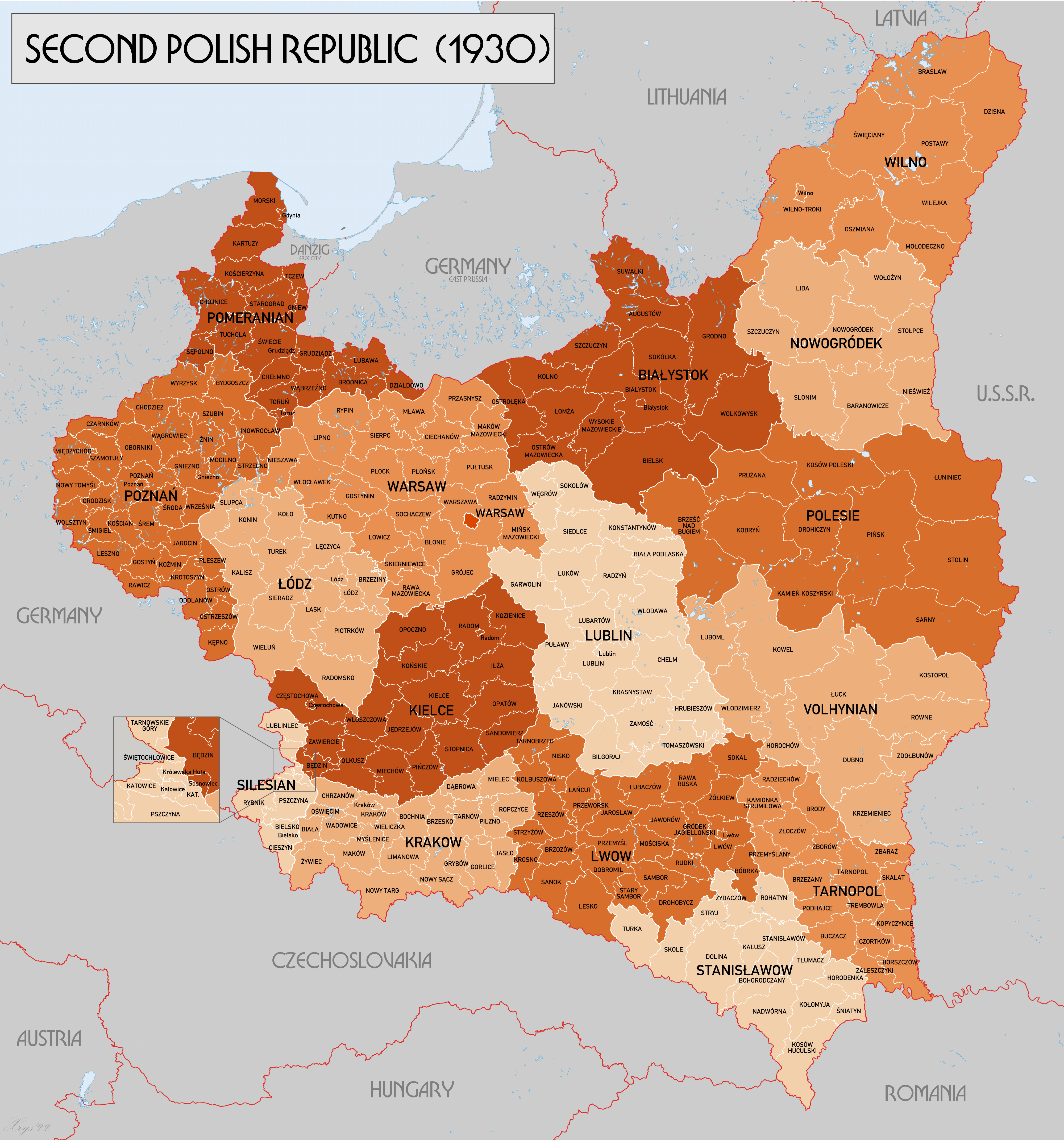
Административно-территориальное деление Польши в 1930 году

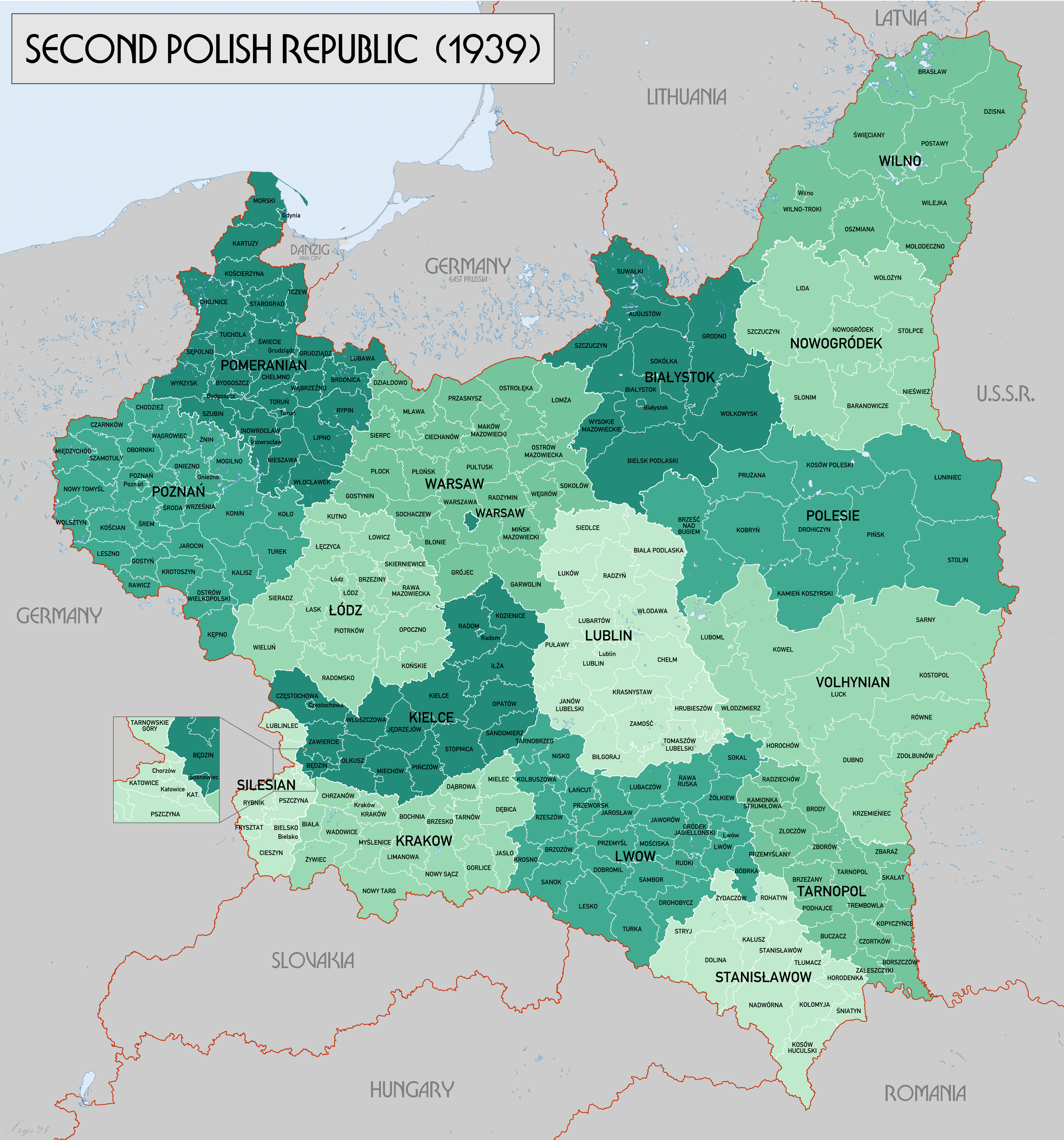
Административно-территориальное деление Польши в 1939 году

Административно-территориальное деление Польской Республики было трёхуровневым: страна делилась на воеводства (województwo) и столичный город, воеводства — на повяты (powiat) и городские повяты (powiat grodzki) (Лодзь, Ченстохова, Радом, Сосновец, Люблин, Белосток, Краков, Львов, Познань, Быдгощь, Гнезно, Иновроцлав, Торунь, Гдыня, Грудзёндз, Вильно, Катовице, Бельско, Хожув), повяты — на города (miasto) и гмины (gmina), городские поветы на районы (dzielnica).
| Польские воеводства в межвоенный период (на 1 апреля 1937 г.) |                 |                 |                         |                             |                               |
| Герб                                                          | Воеводство      | Центр           | Площадь тыс. км² (1930) | Население (тыс. чел) (1931) | Автомобильные номера (с 1937) |
|                                                               | город Варшава   | Варшава         | 0,14                    | 1 179,5                     | 00—19                         |
|                                                               | Белостокское    | Белосток        | 26,0                    | 1 263,3                     | 20—24                         |
|                                                               | Варшавское      | Варшава         | 31,7                    | 2 460,9                     | 85—89                         |
|                                                               | Виленское       | Вильно          | 29,0                    | 1 276,0                     | 90—94                         |
|                                                               | Волынское       | Луцк            | 35,7                    | 2 085,6                     | 95—99                         |
|                                                               | Келецкое        | Кельце          | 22,2                    | 2 671,0                     | 25—29                         |
|                                                               | Краковское      | Краков          | 17,6                    | 2 300,1                     | 30—34                         |
|                                                               | Лодзинское      | Лодзь           | 20,4                    | 2 650,1                     | 45—49                         |
|                                                               | Львовское       | Львов           | 28,4                    | 3 126,3                     | 40—44                         |
|                                                               | Люблинское      | Люблин          | 26,6                    | 2 116,2                     | 35—39                         |
|                                                               | Новогрудское    | Новогрудок      | 23,0                    | 1 057,2                     | 50—54                         |
|                                                               | Познанское      | Познань         | 28,1                    | 2 339,6                     | 65—69                         |
|                                                               | Полесское       | Брест-над-Бугом | 36,7                    | 1 132,2                     | 55—59                         |
|                                                               | Поморское       | Торунь          | 25,7                    | 1 884,4                     | 60—64                         |
|                                                               | Силезское       | Катовице        | 5,1                     | 1 533,5                     | 75—79                         |
|                                                               | Станиславовское | Станиславов     | 16,9                    | 1 480,3                     | 70—74                         |
|                                                               | Тарнопольское   | Тарнополь       | 16,5                    | 1 600,4                     | 80—84                         |

1 апреля 1938 года границы некоторых западных и центральных воеводств подверглись существенным изменениям.
.
Представительные органы воеводств — воеводские советы (rada wojewódzka), исполнительные органы воеводств — воеводские правления (urząd wojewódzki).
Представительные органы поветов — поветовые советы (rada powiatowa), исполнительные органы поветов — поветовые комитеты (wydział powiatowy).
Представительные органы городов — городские советы (rada miejska), исполнительные органы городов — городские правления (zarząd miejski), состоящие из бургомистра и лавников.
Представительные органы гмин — гминные советы (rada gminna), исполнительные органы гмин — гминные правления (zarząd gminny), состоящие из войта и лавников.

## Силовые структуры
- Войско польское

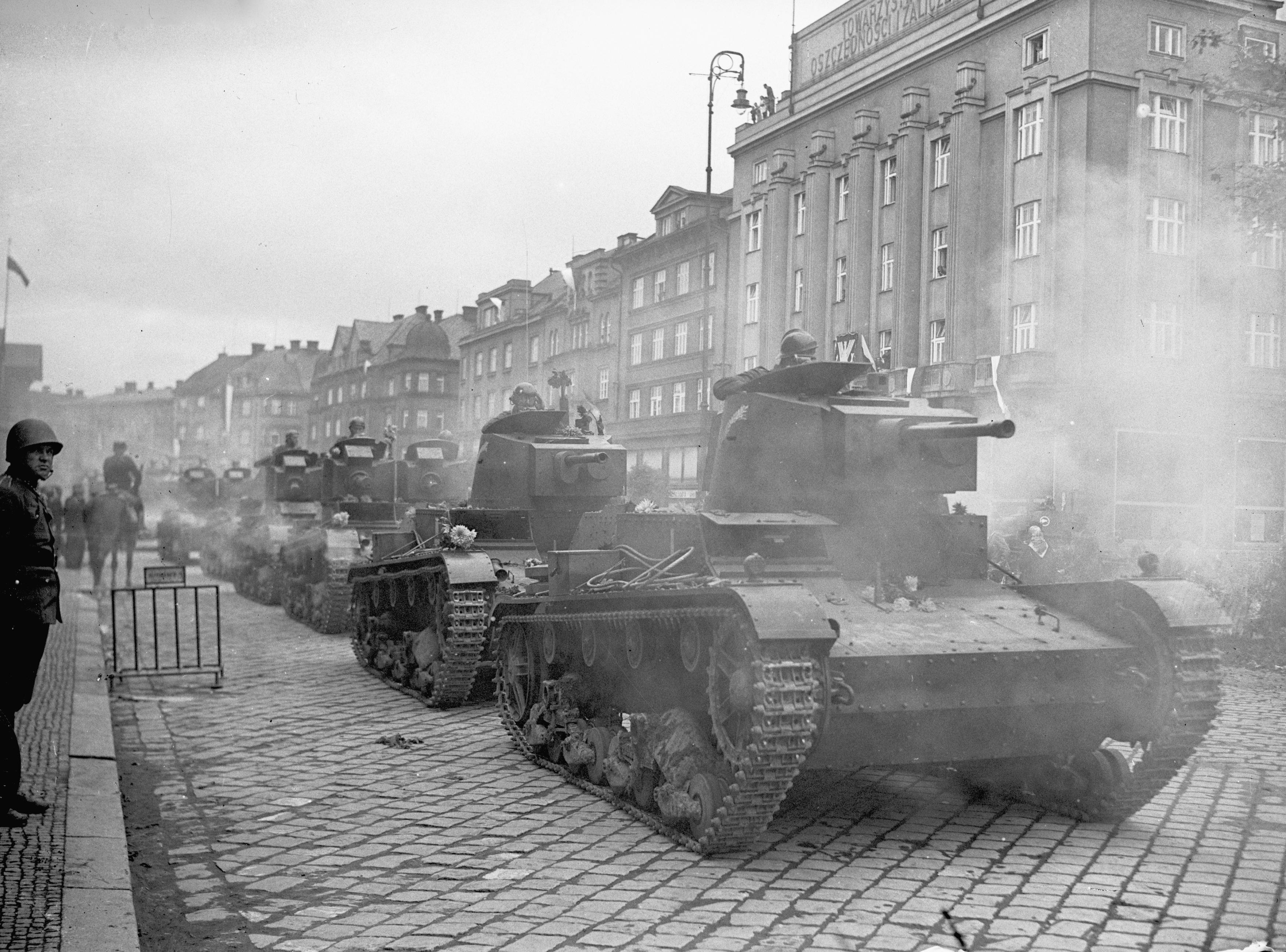
Польская армия производит захват Тешинской Силезии в 1938 году.

  - 1-й корпусной округ (Варшава, Варшавское воеводство)
    - 8-я пехотная дивизия (Модлин, Варшавское воеводство)
    - 18-я пехотная дивизия (Ломжа, Белостокское воеводство)
    - 28-я пехотная дивизия (Варшава, Варшавское воеводство)
    - Мазовецкая кавалерийская бригада

  - 2-й корпусной округ (Люблин, Люблинское воеводство)
    - 3-я пехотная дивизия (Замосць, Люблинское воеводство)
    - 13-я пехотная дивизия (Ровно, Львовское воеводство)
    - 27-я пехотная дивизия (Ковель, Волынское воеводство)
    - Волынская кавалерийская бригада

  - 3-й корпусной округ (Гродно, Белостокское воеводство)
    - 1-я пехотная дивизия (Вильно, Виленское воеводство)
    - 19-я пехотная дивизия (Вильно, Виленское воеводство)
    - 29-я пехотная дивизия (Гродно, Белостокское воеводство)
    - Виленская кавалерийская бригада
    - Подляшская кавалерийская бригада
    - Сувалкская кавалерийская бригада

  - 4-й корпусной округ (Лодзь, Лодзинское воеводство)
    - 7-я пехотная дивизия (Ченстохова, Келецкое воеводство)
    - 10-я пехотная дивизия (Лодзь, Лодзинское воеводство)
    - 26-я пехотная дивизия (Скерневице, Лодзинское воеводство)

  - 5-й корпусной округ (Краков, Краковское воеводство)
    - 6-я пехотная дивизия (Краков, Краковское воеводство)
    - 21-я пехотная дивизия (Бельско, Автономоное силезское воеводство)
    - 23-я пехотная дивизия (Катовице, Автономоное силезское воеводство)
    - Краковская кавалерийская бригада

  - 6-й корпусной округ (Львов, Львовское воеводство)
    - 5-я пехотная дивизия (Львов, Львовское воеводство)
    - 11-я пехотная дивизия (Станиславов, Станиславовское воеводство)
    - 12-я пехотная дивизия (Тарнополь, Тарнопольское воеводство)
    - Подольская кавалерийская бригада

  - 7-й корпусной округ (Познань, Познанское воеводство)
    - 14-я пехотная дивизия (Познань, Познанское воеводство)
    - 17-я пехотная дивизия (Гнезно, Познанское воеводство)
    - 25-я пехотная дивизия (Калиш, Лодзинское воеводство)
    - Великопольская кавалерийская бригада

  - 8-й корпусной округ (Торунь, Поморское воеводство)
    - 4-я пехотная дивизия (Торунь, Поморское воеводство)
    - 15-я пехотная дивизия (Быдгощь, Познанское воеводство)
    - 16-я пехотная дивизия (Грудзёндз, Поморское воеводство)
    - Поморская кавалерийская бригада

  - 9-й корпусной округ
    - 9-я пехотная дивизия (Седльце, Люблинское воеводство)
    - 20-я пехотная дивизия (Барановичи, Новогрудское воеводство)
    - 30-я пехотная дивизия (Кобрин, Полесское воеводство)

  - 10-й корпусной округ (Пшемысль)
    - 2-я пехотная дивизия (Кельце, Келецкое воеводство)
    - 22-я пехотная дивизия (Пшемысль, Львовское воеводство)
    - 24-я пехотная дивизия (Ярослав, Львовское воеводство)
- Командование флота (Dowództwo Floty)
  - Дивизион эсминцев (Dywizjon Kontrtorpedowców)
    - «Кашуб» (ORP Kaszub)
    - «Краковяк» (ORP Krakowiak)
    - «Куйявяк» (ORP Kujawiak)
    - «Мазур» (ORP Mazur)
    - «Подгалянин» (ORP Podhalanin)
    - «Шлёнзак» (ORP Ślązak)

  - Дивизион подводных лодок (Dywizjon Okrętów Podwodnych)
  - Командование морской береговой обороны (Dowództwo Morskiej Obrony Wybrzeża)
  - Управление береговой обороны (Dowództwo Obrony Wybrzeża)
- Командование вислянской флотилии (Dowództwo Flotylli Wiślanej)
- Командование пинской флотилии (Dowództwo Flotylli Pińskiej)

## Демография
| Дата переписи    | Численность | Процент городского населения | Плотность населения(чел./1 км кв.) |
| ---------------- | ----------- | ---------------------------- | ---------------------------------- |
| 30 сентября 1921 | 27 177 000  | 24,6 %                       | 69,9                               |
| 9 декабря 1931   | 32 107 000  | 27,4 %                       | 82,6                               |
| 31 декабря 1938  | 34 849 000  | 30 %                         | 89,7                               |

В Польше был: 1 город с населением свыше 1 млн человек (Варшава), 1 город с населением свыше 500 тыс. человек. (Лодзь), 9 городов с населением 100—500 тысяч, 12 городов с населением 50-100 тысяч, 46 городов с населением 20-50 тысяч. и 83 города с населением 10-20 тысяч человек.
|    | Город                | Численность населения (тыс.) | Воеводство                                         |
| -- | -------------------- | ---------------------------- | -------------------------------------------------- |
| 1  | Варшава              | 1289 (1939 г.)               | Варшавское                                         |
| 2  | Лодзь                | 672 (1939 г.)                | Лодзинское                                         |
| 3  | Львов                | 318 (1939 г.)                | Львовское воеводство                               |
| 4  | Познань              | 272 (1939 г.)                | Познанское                                         |
| 5  | Краков               | 259 (1939 г.)                | Краковское                                         |
| 6  | Вильнюс              | 209 (1939 г.)                | Виленское                                          |
| 7  | Быдгощ               | 141 (1939 г.)                | Позннаское (до 01.04.1938 r.) Поморское воеводство |
| 8  | Ченстохова           | 138 (1939 г.)                | Келецкое                                           |
| 9  | Катовице             | 134 (1939 г.)                | Силезское                                          |
| 10 | Сосновец             | 130 (1939 г.)                | Келецкое                                           |
| 11 | Люблин               | 122 (1939 г.)                | Люблинское                                         |
| 12 | Гдыня                | 120 (1939 г.)                | Поморское                                          |
| 13 | Хожув                | 110 (1939 г.)                | Силезское                                          |
| 14 | Белосток             | 107 (1939 г.)                | Белостокское воеводство                            |
| 15 | Калиш                | 81                           | Познанское                                         |
| 16 | Радом                | 78 (1931 г.)                 | Келецкое                                           |
| 17 | Торунь               | 62 (1931 г.)                 | Поморское                                          |
| 18 | Станиславов          | 60 (1931 г.)                 | Станиславовское                                    |
| 19 | Тарнув               | 59                           | Краковское                                         |
| 20 | Кельце               | 58 (1931 г.)                 | Келецкое                                           |
| 21 | Влоцлавек            | 56 (1931 г.)                 | Поморское                                          |
| 22 | Грудзёндз            | 54 (1931 г.)                 | Поморское                                          |
| 23 | Брест-над-Бугом      | 51 (1931 г.)                 | Полесское                                          |
| 24 | Пётркув-Трыбунальски | 51 (1931 г.)                 | Лодзинское                                         |
| 25 | Пшемысль             | 51 (1931 г.)                 | Львовское                                          |

### Национальный и языковой состав

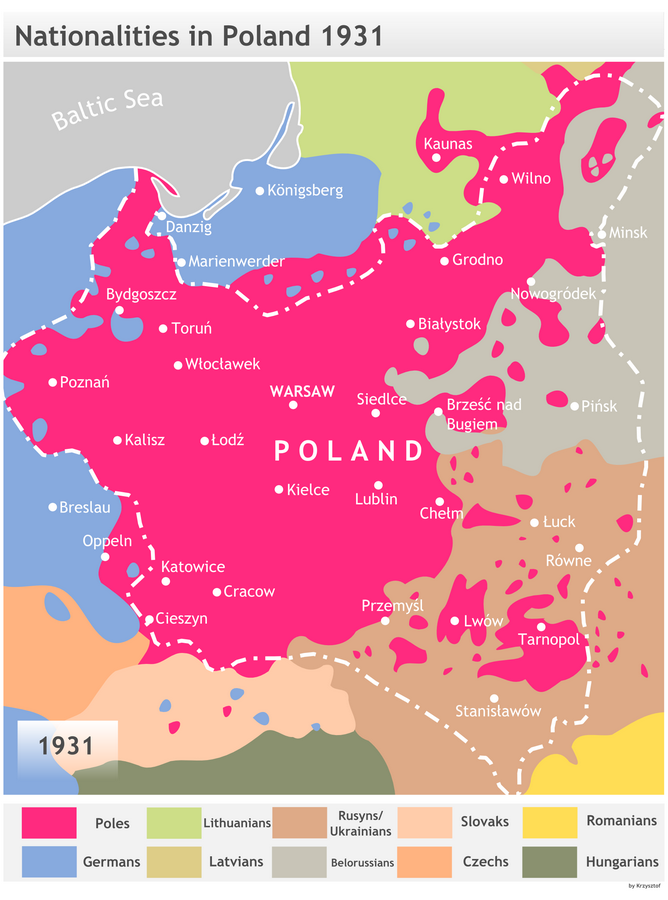
Этническая карта Польши в 1931 году

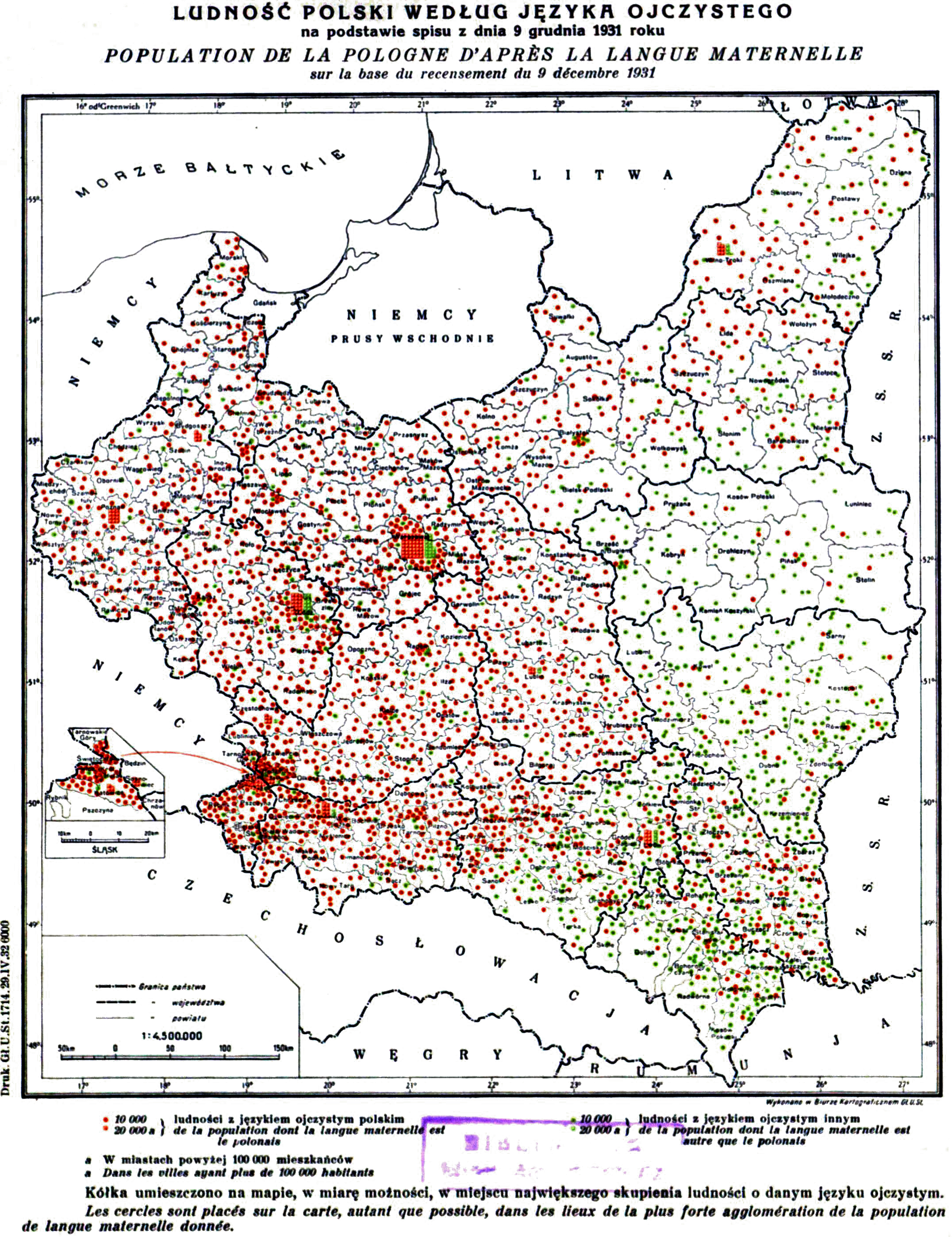
Языковая карта (согласно официальным данным Польской Республики на 1931 год): красный — более 50 % носителей польского языка; зелёный — более 50 % носителей языка, отличного от польского, включая украинский, белорусский, русский, идиш, иврит, немецкий и другие (более редкие)

Польша в межвоенный период была многонациональной страной. Поляки составляли большинство в центре, севере, юге и западе страны, но были меньшинством на востоке страны, где преобладали в крупнейших городах Вильно (66 %) и в Львове (64 %). Поляки также составляли большинство населения в окрестностях Гродно, Лиды, Вильно, Львова, Тарнополя, а также в сёлах, расположенных вблизи этих мест. Во многих районах преобладало еврейское население. Были конфликты между властями и представителями меньшинств.
Львовское, Станиславское, Тарнопольское, Волынское, Полесское, Новогрудское, Белостокское и Виленское воеводства были включены в состав восточных воеводств, так называемых Кресовских воеводств. В этих 5 из 8 воеводств поляки составляли самую большую группу (Львовское, Тарнопольское, Новогрудское, Белостокское и Виленское воеводства), но в оставшихся 3 (Волынское, Станиславское и Полесское воеводства) они жили в меньшинстве.
Родной язык населения по данным переписи 1931 года:
1. Польский — 68,91 %.
2. Украинский — 10,10 %.
3. Еврейский[20] — 8,56 %.
4. «Русинский»[21] — 3,82 %.
5. Белорусский — 3,10 %.
6. Немецкий — 2,32 %.
7. «Тутэйший» — 2,22 %.
8. Русский — 0,43 %.
9. Литовский — 0,26 %.
10. Чешский — 0,12 %.
11. Другие — 0,16 %.

Население польских воеводств до 1939 г.:
- Белостокское воеводство: поляки 71,9 %, белорусы 12,5 %, евреи 11,7 %, русские 2,1 %, другие 1,8 %
- Варшавское городское воеводство (город Варшава): поляки 69,2 %, евреи 29,1 %, немцы 1,0 %, русские 0,4 %, другие 0,3 %
- Варшавское воеводство: поляки 89,8 %, евреи 7,7 %, немцы 2,2 %, другие 0,3 %
- Виленское воеводство (до 1926 г. как Земля Виленская): поляки 59,7 %, белорусы 22,7 %, евреи 8,5 %, литовцы 5,2 %, другие 3,9 %
- Волынское воеводство: украинцы 68,4 %, поляки 16,8 %, евреи 10,5 %, немцы 2,3 %, чехи 1,6 %, русские 0,3 %, другие 0,1 %
- Келецкое воеводство: поляки 91,3 %, евреи 8,5 %, другие 0,2 %
- Краковское воеводство: поляки 93,0 %, евреи 3,9 %, украинцы 2,5 %, немцы 0,5 %, другие 0,1 %
- Лодзинское воеводство: поляки 82,3 %, евреи 12,0 %, немцы 4,6 %, другие 1,1 %
- Львовское воеводство: поляки 57,7 %, украинцы 34,1 %, евреи 7,5 %, немцы 0,4 %, другие 0,3 %
- Люблинское воеводство: поляки 85,6 %, евреи 10,5 %, украинцы 3,0 %, немцы 0,6 %, другие 0,3 %
- Новогрудское воеводство: поляки 54,0 %, белорусы 37,7 %, евреи 7,3 %, другие 1,0 %
- Полесское воеводство: «тутэйшие» (полещуки) и белорусы 69,1 % («тутэйшие» (полещуки) 62,4 %, белорусы 6,7 %), поляки 14,5 %, евреи 10,0 %, украинцы 4,8 %, русские 0,4 %, другие 1,2 %
- Поморское воеводство: поляки 88,0 %, немцы 10,1 %, евреи 1,6 , другие 0,3 %
- Познанское воеводство: поляки 90,5 %, немцы 7,4 %, евреи 1,9 %, другие 0,2 %
- Силезское воеводство: поляки 92,3 %, немцы 7,0 %, евреи 0,5 %, другие 0,2 %
- Станиславовское воеводство: украинцы 68,8 %, поляки 22,5 %, евреи 7,4 %, немцы 1,1 %, другие 0,2 %
- Тарнопольское воеводство: поляки 49,3 %, украинцы 45,5 %, евреи 4,9 %, другие 0,3 %

### Религии
По данным переписи 1931 года население Польши по вероисповеданию делилось следующим образом:
- Римо-католики — 64,76 %;
- Униаты — 10,45 %
- Православные — 11,79 %
- Иудеи — 9,76 %
- протестанты — 2,62 %

Также мусульмане и другие.
На 1933 год в Польше у католиков было 6 тыс. костёлов и каплиц (из них около 84 % в сельской местности), у униатов — 3151 церковь и каплица, у иудеев — 2041 синагога, у православных — 2 тыс. церквей, у мусульман — 16 мечетей. На 1933 год в Польше насчитывалось 14867 священнослужителей разных конфессий.

#### Католицизм
Католицизм был представлен объединёнными в Конференцию католических епископов Польшу (Konferencja Episkopatu Polski) епархиями:
- Варшавская митрополия (Metropolia warszawska) — объединяла поляков-католиков северной и центральной части бывшего Царства Польского
  - Архиепархия Варшавы (Archidiecezja warszawska)
  - Епархия Люблина (Diecezja lubelska)
  - Епархия Лодзи (Diecezja łódzka)
  - Епархия Плоцка (Diecezja płocka)
  - Епархия Подляшья (Diecezja siedlecka)
  - Епархия Сандомира (Diecezja sandomierska)
- Гнезненская митрополия (Metropolia gnieźnieńska) — объединяла поляков-католиков (как германизированных, так и негерманизированных) Великопольши, а также немцев-католиков Великопольши
  - Архиепархия Познани (Archidiecezja poznańska)
  - Архидиоцез Гнезно (Archidiecezja gnieźnieńska)
  - Епархия Хельмно (Diecezja chełmińska)
  - Епархия Влоцлавека (Diecezja włocławska)
- Краковская митрополия (Metropolia Krakowska)
  - Епархия Кельце (Diecezja kielecka) и Епархия Ченстоховы (Diecezja częstochowska) — объединяли преимущественно поляков-католиков южной части бывшего Царства Польского
  - Епархия Катовице (Diecezja katowicka) — объединяла преимущественно поляков-католиков (как германизированных, так и негерманизированных), а также немцев-католиков Восточной Верхней Силезии
  - Архиепархия Кракова (Archidiecezja krakowska) и Епархия Тарнува (Diecezja tarnowska) — объединяли преимущественно поляков-католиков Малопольши
- Виленская митрополия (Metropolia Wileńska)
  - Архиепархия Вильнюса (Archidiecezja wileńska) — объединяла поляков-католиков и литовцев-католиков Срединной Литвы
  - Епархия Ломжи (Diecezja łomżyńska)
  - Епархия Пинска (Diecezja pińska) — объединяла преимущественно поляков-католиков Полесья, а также полесских немцев-католиков
- Львовская митрополия (Metropolia lwowska)
  - Архиепархия Львова (Archidiecezja lwowska) и Епархия Пшемысля (Diecezja przemyska) — объединяли поляков-католиков Галиции, а также галицких немцев-католиков
  - Епархия Луцка (Diecezja łucka) — объединяла поляков-католиков Волыни, а также волынских немцев-католиков
- Львовская митрополия византийского обряда — объединяла преимущественно украинцев-униатов Галиции
  - Львовская греко-католическая архиепархия (Greckokatolicka archieparchia lwowska)
  - Станиславовская греко-католическая епархия (Greckokatolicka eparchia stanisławowska)
  - Перемышльская греко-католическая епархия (Greckokatolicka eparchia przemyska)
  - Львовская армянокатолическая архиепархия (Archidiecezja ormiańskokatolicka we Lwowie) — объединяла армян-униатов Галиции

#### Старокатолицизм
- Старокатолическая церковь в Польской Республике (Kościół Starokatolicki w Rzeczypospolitej Polskiej, Altkatholische Kirche in der Republik Polen) объединявшая преимущественно немцев-старокатоликов, а также германизированных поляков-старокатоликов Великопольши
- Польская национальная католическая церковь (Polski Narodowy Kościół Katolicki) объединяла американских граждан польского происхождения, в Польше была представлена своей миссией в более поздний период оформившуюся в отдельную церковь
- Старокатолическая церковь мариавитов (Starokatolicki Kościół Mariawitów) объединяла преимущественно старокатоликов-мариавитов бывшего Царства Польского, епархии Подляшья и Люблина, Лодзи, Варшавы и Плоцка[23]
- Католическая церковь мариавитов (Kościół Katolicki Mariawitów) откололась в 1935 году от Старокатолической церкви мариавитов[24]

#### Протестантизм
Деноминации протестантов:
- Евангелическо-аугсбургская церковь в Польской Республике (Kościół Ewangelicko-Augsburski w Rzeczypospolitej Polskiej, Evangelisch-Augsburgische Kirche in Polen) — объединяла преимущественно немцев-лютеран бывшего Царства Польского, немцев-лютеран Великопольши и Восточной Верхней Силезии переселившихся из бывшего Царства Польского, волынских и полесских немцев-лютеран, а также поляков-лютеран бывшего Царства Польского, диоцезы Варшавы, Плоцка, Калиша, Лодзи, Петрокова, Люблина, Вильнюса и Волыни
- Унионистская евангелическая церковь в Польше (Ewangelicki Kościół Unijny w Polsce, Unierte Evangelische Kirche in Polen) — объединяла преимущественно немцев-лютеран и немцев-кальвинистов, а также германизированных поляков-лютеран и германизированных поляков-кальвинистов Великопольши, имела суперинтендентуры в большинстве районов
- Унионистская евангелическая церковь в Польской Верхней Силезии (Ewangelicki Kościół Unijny na polskim Górnym Śląsku, Unierte Evangelische Kirche in Polnisch Oberschlesien) — объединяла преимущественно немцев-лютеран, немцев-кальвинистов, германизированных поляков-лютеран и германизированных поляков-кальвинистов Восточной Верхней Силезии
- Евангелическо-лютеранская церковь в Западной Польше (Kościół Ewangelicko-Luterski w Polsce Zachodniej, Evangelisch-lutherische Kirche in Westpolen) — объединяла преимущественно немцев-старолютеран Великопольши
- Евангелическая церковь Аугсбургского и Гельветического исповеданий в Малопольше (Kościół Ewangelicki Augsburskiego i Helweckiego Wyznania w Małopolsce, Evangelische Kirche Augsburgischen und Helvetischen Bekenntnisses in Kleinpolen) — объединяла преимущественно немцев-лютеран и немцев-кальвинистов Малопольши
- Украинская евангелическая церковь Аугсбургского исповедения (Ukraiński Kośćioł Ewangelicki Augsburgskiego Wyznania, Українська Євангельська Церква Аугсбурзького Сповідання) — объединяла преимущественно украинцев-лютеран Галиции.
- Варшавская евангелическо-реформатская церковь (Warszawski Kościół Ewangelicko-Reformowany) — объединяла преимущественно поляков-кальвинистов бывшего Царства Польского, 1 приход в Варшаве, 1 в окрестностях Варшавы, 1 в Лодзи, 3 в окрестностях Лодзи, 1 в окрестностях Люблина, 4 в Западной Белоруссии
- Виленская евангелическо-реформатская церковь (Wileński Kościół Ewangelicko-Reformowany) — объединяла преимущественно поляков-кальвинистов и литовцев-кальвинистов Срединной Литвы
- Союз славянских общин евангельских христиан (Związek Słowiańskich Zborów Ewangelicznych Chrześcijan) в 1923 году объединился с Союзом славянских общин баптистов в Союз славянских общин евангелических христиан и баптистов (Związek Słowiańskich Zborów Ewangelicznych Chrześcijan i Baptystów)
- Союз славянских общин баптистов в Польше (Związek Zborów Słowiańskich Baptystów w Polsce) — объединял преимущественно поляков-баптистов, украинцев-баптистов и белорусов-баптистов, в 1923 году объединился с Союзом славянских общин евангельских христиан в Союз славянских общин евангелических христиан и баптистов (Związek Słowiańskich Zborów Ewangelicznych Chrześcijan i Baptystów)
- Союз общин евангельских христиан языка немецкого (Zjednoczenie Zborów Ewangelicznych Chrześcijan Języka Niemieckiego), объединял немцев-баптистов территории бывшего Царства Польского и Волыни[25]
- Союз общин немецко-язычных баптистов в Польше (Unia Zborów Baptystów Języka Niemieckiego w Polsce), образован в 1928 году путём объединения:
  - Великопольского объединения — объединял преимущественно немцев-баптистов Великопольши
  - Объединения бывшей конгрессовской Польши — объединял преимущественно немцев-баптистов бывшего Царства Польского
  - Волынского объединения — объединял преимущественно волынских немцев-баптистов
- Союз христиан веры евангельской (Związek Chrześcijan Wiary Ewangelicznej) — создан в 1929 году путём объединения отдельных общин.
- Объединение последователей учения первоначальных христиан (Zrzeszenie Zwolenników Nauki Pierwotnych Chrześcijan) — объединяло плимутских братьев преимущественно территории бывшего Царства Польского, а также Тешинской Силезии, а несколько позднее Малопольши и Восточной Верхней Силезии.
- Польская уния Церкви адвентистов седьмого дня:
  - Западная епархия — объединяла адвентистов седьмого дня Познанского и Поморского воеводств
  - Южная епархия — объединяла адвентистов седьмого дня Краковского, Львовского, Келецкого и Силезского воеводств
  - Восточная епархия — объединяла адвентистов седьмого дня Люблинского, Лодзинского, Варшавского и Белостокского воеводства

#### Православие
- Православная Церковь в Польше
  - Варшавская епархия — объединяла православных украинцев, белорусов и поляков территория бывшего Царства Польского
  - Виленская епархия — объединяла православных Виленского воеводства
  - Гродненская епархия — объединяла преимущественно православных белорусов Новогрудского и части Белостокского воеводства
  - Полесская епархия — объединяла преимущественно православных белорусов Полесского воеводства
  - Волынская епархия — объединяла преимущественно православных украинцев Волынского и Тарнопольского воеводства

#### Иудаизм
- Иудейский исповедальный союз (Żydowski Związek Wyznaniowy) — объединял преимущественно евреев-иудаистов бывшего Царства Польского, Малопольши, Галиции, Волыни, Полесья, германизированных евреев-иудаистов Великопольши, Поморья и Верхней Силезии, а также евреев-иудаистов Великопольши, Поморья и Верхней Силезии переселившихся из бывшего Царства Польского и Малопольши.
- Караимский религиозный союз (Karaimski Związek Religijny) — объединял преимущественно караимов Волыни.

## Национальная и языковая политика
Основной линией национальной политики была полонизация национальных меньшинств. Вместе с тем, в силу международных обязательств (например, Рижского договора 1921 года), а также сопротивления со стороны национальных меньшинств, польские власти были вынуждены проводить очень осторожную языковую политику, особенно в отношении украинцев и немцев. Влияние международных обязательств на политику польских властей постепенно менялось — в 1934 году Варшава объявила о выходе из системы международно-правовой охраны национальных меньшинств. Даже порядок учёта количества лиц той или иной национальности менялся. В переписи 1921 года существовал пункт о «национальной принадлежности» респондента, но в ходе переписи 1931 года вопрос о национальности не задавался, хотя спрашивали о родном языке и о вероисповедании. В результате, число представителей той или иной национальности Польши на 1931 год можно определить лишь приблизительно.

### Политика в отношении украинского меньшинства
Особенностью украинской политики польских властей была неопределённость самих понятий «украинский» и «украинец» в официальных бумагах. Польские власти чаще использовали термины «русины», «русинский», «русский» («rusini», «rusiński», «ruski») вместо «украинцы» и «украинский». Лишь 27 февраля 1936 года вышло распоряжение министра внутренних дел, уравнивающее термины «ruski» и «ukraiński», как касающиеся одного и того же народа.
На страницах польских газет в 1918—1923 годы неоднократно подчёркивалось, что создание украинцами собственного независимого государства — не более, нежели политическая химера. Западно-Украинскую народную республику называли «лилипутским государствицем» (lilipuce państewko). К чаяниям украинского народа создать своё собственное государство относились в лучшем случае как к причудам, в худшем — считали, что такое нездоровое желание украинцев является результатом влияния враждебных австро-германских политических сил. Украинцам отказывали в политической зрелости, самостоятельности, поэтому очень часто даже понятие украинцы ставили в кавычки, пытаясь тем самым показать, что это вымышленное общество и самоназвание у них тоже вымышленное. «Так называемые галицийские украинцы по сути никогда не проводили никакой собственной национальной политики», — отмечалось в одном из номеров газеты Słowo Polskie. А предводители этого движения — не кто иные, как «агенты берлинско-венского империализма».
26 сентября 1922 году Сейм принял закон «Об основах общего воеводского самоуправления и в частности воеводств Львовского, Тарнопольского и Станиславского», который обязывал местные власти давать ответы представителям национальных меньшинств на их родном языке, предусматривал публикацию воеводских законов и местных документов как на польском, так и на русинском языках и разрешал местным властям самостоятельно определять язык внутреннего делопроизводства. В 1924 году были приняты «крессовые законы», регламентирующие использование языков национальных меньшинств. Формально эти законы давали очень широкие права на использование непольских языков. Было разрешено вести документацию в местных органах на двух языках, использовать родной язык при обращении в государственные инстанции, а также вводить преподавание украинского языка в школе (если украинцы составляли не менее 25 % населения общины и родители хотя бы 40 учеников подавали об этом просьбу). Но, если одновременно набиралось 20 учеников, родители которых желали обучать детей на польском языке, то школа становилась двуязычной. Для проведения опросов родителей создавалась организация «Родная школа». В 1930 году в Варшаве был открыт Украинский научный институт с отделениями украинской экономической и общественной жизни, украинской политической истории и истории украинской культуры, история церкви. Тем не менее, украинское движение приняло форму вооружённой борьбы, особенно в Галиции, ранее входившей в состав Австро-Венгрии. Польские власти в 1930 году даже провели карательную акцию против местных националистов, а после убийства в 1934 году польского министра внутренних дел Б. В. Перацкого украинским боевиком создали специальный концлагерь для содержания неугодных лиц.
Таким образом, негативная риторика, обличения, поиски врагов с украинской и польской сторон, карательные операции не способствовали продуктивным дискуссиям в таком непростом и тонком деле, как налаживание добрососедских отношений. Борьбу (как дипломатическую, так и военную) за Восточную Галицию украинцы проиграли, но и поляки недолго праздновали победу. Проблема не была решена, поэтому очень скоро снова напомнила о себе. Восточная Галиция и её центр город Львов по сути не являлись каким-то важным экономическим или военно-стратегическим центром. Война велась за ключевой для всех символ, и обладание этим символом могло добавить сил как одной, так и другой стороне. Стремление не воспринимать серьёзно украинские национальные интересы, отмахиваться от них, ассимиляторская, колонизаторская политика, а впоследствии и силовое давление привели к печальным последствиям в 1930-е, а особенно, в 1940-е годы.
На Волыни, ранее входившей вместе с Польшей в состав Российской империи, политика Варшавы была другой. Там власти позволили в 1930-е годы волынскому воеводе Г. Юзевскому и группе деятелей бывшей УНР проводить умеренную украинизацию православного богослужения, создать подконтрольные государству смешанные по этническому составу украинско-польские общественные организации, создавать польские школы с обязательным изучением украинского языка при почти полном отсутствии собственно украинских школ. Но, как в Галиции, так и на Волыни, большинство школьных учителей были этническими поляками. В 1935 году после смерти Ю. Пилсудского польские власти заключили соглашение с украинскими националистами, в рамках которого были выделены кредиты местными украинским коммерческим и медицинским организациям Галиции, некоторые галичане были возвращены на должности учителей в родной край, а двое галичан получили назначения на дипломатические посты. В 1935—1936 годах были проведены карательные акции против украинских националистов уже на Волыни, правда значительно в меньших масштабах, чем в Галиции в 1930 году. В 1938 году волынский эксперимент был прекращён, Г. Юзевский переведён на должность воеводы в Лодзь, а на Волыни началась карательная акция по аресту украинских националистов, продлившаяся до сентября 1939 года, сопровождавшаяся усиленной полонизацией непольского населения и прекращением украинизации православной церкви.

### Антисемитизм
С 1931 года в стране усилился антисемитизм. Евреи составляли значительную часть студенчества — 6,9 % в 1934/35 году, но численность евреев-студентов в 1931—1937 годах сократилась с 8982 человек до 4790 человек. В 1933 году в Варшаве и Вильно прошли манифестации с требованиями установления «гетто лавкового» — отдельных парт в университетах для евреев (это требование было в конечном счёте удовлетворено). Несмотря на значительную численность еврейского меньшинства в Западной Украине, среди учителей евреев в 1935 году было только 0,6 %.

## Культура

### Театр
В республике по данным на 1936 год действовали 103 театра (из них 56 передвижных): 67 польских, 16 русских и украинских, 15 еврейских и ни одного литовского или белорусского. Также была развита театральная самодеятельность, где особенно отличился Союз деревенской молодёжи, занятый воспитанием «хороших граждан». В 1937 году в Польше было 18176 кружков Союза, некоторые из которых ставили спектакли, в том числе на белорусском языке.

## Экономика
Денежная единица — злотый, разменная монета — грош, эмиссию которой осуществлял, был представлен:
- Бронзовыми монетами номиналом в 1, 2 и 5 грошей, никелевыми монетами номиналом в 10, 20 и 50 грошей[41], чеканились Польским монетным двором (Mennica Polska)
- Банкнотами номиналом в 1, 2, 5, 10, 20, 50 и 100 злотых[42] эмитировались Польским банком (Bank Polski)

Провайдер почтовых услуг и телефона — Министерство почт и телеграфов (Ministerstwo Poczt i Telegrafów), имело 9 дирекций округов почт и телеграфов:
- 1-й округ, дирекция в Варшаве
- 2-й округ, дирекция в Люблине
- 3-й округ, дирекция в Вильне
- 4-й округ, дирекция в Катовицах
- 5-й округ, дирекция в Кракове
- 6-й округ, дирекция во Львове
- 7-й округ, дирекция в Познани
- 8-й округ, дирекция в Быдгоще
- 9-й округ, дирекция в Данциге

Провайдер железнодорожных перевозок — Польские государственные железные дороги (Polskie Koleje Państwowe). Трамвай существовал в Варшаве, Лодзе, Кракове, Тарнове, Познани, Иновроцлаве, Быдгоще, Торуне, Грудзёндзе, Вильно, Львове, Катовице, Бельско-Бяле.

## СМИ
Радиокомпания Польское радио, включала в себя
- Национальную радиостанцию Warszawa I, вещавшую на длинных волнах
- Региональные радиостанции, вещавшие на средних волнах:
  - Warszawa II (Варшавское, Келецкое, Люблинское и Белостоское воеводства)
  - Łódź (Лодзинское воеводство)
  - Kraków (Краковское воеводство)
  - Poznań (Познанское воеводство)
  - Toruń (Поморское воеводство)
  - Katowice (Силезское воеводство)
  - Wilno (Виленское воеводство)
  - Baranowicze (Новогродское и Полесское воеводства)
  - Lwów (Львовское, Станиславовское и Тарнопольское воеводства)
  - Łuck (Волынское воеводство)
- На коротких волнах из СССР в направлении Польши вещала польская версия Европейской программы, из самой Польши в направлении США, Канады, Великобритании, Германии, Франции, Италии, Испании, стран Латинской Америки, Греции, Турции, Дании и Финляндии вещала радиостанция Warszawa III